# Panzer III/IV
Il Panzerkampfwagen III/IV, denominazione abbreviata in PzKpfw III/IV, è il nome assegnato a un programma intrapreso dalla Germania nazista durante la seconda guerra mondiale per ideare un carro armato medio sperimentale. Il carro fu progettato per usare componenti sia del Panzer III che del Panzer IV, nel tentativo di integrare i due progetti. Il programma fu cancellato nonostante le cianografie fossero complete e nessun esemplare fu mai fabbricato.

## Sviluppo

Disegno tecnico essenziale del Panzer III/IV

Poiché il Panzer III e il Panzer IV presentavano forti analogie costruttive, nel settembre 1941 le autorità militari dell'esercito tedesco presero in considerazione la possibilità di mettere in produzione un carro che, partendo da una base comune, potesse essere adattato ai diversi ruoli con minimi cambiamenti. Ci si aspettava in tal modo di realizzare notevoli economie nella produzione, nell'approvvigionamento, nella manutenzione e nell'addestramento degli equipaggi.
Il 4 gennaio 1944 il progetto del Panzer III/IV fu approvato come combinazione degli scafi dei due carri. Come motore fu selezionato il Maybach HL 120 TRM, che era stato testato con successo nel corso della guerra, accoppiato alla trasmissione SSG-77. Il cambiamento più evidente era rappresentato dal treno di rotolamento, composto da grandi ruote portanti, e dal sistema idraulico di brandeggio della torretta. Il carro doveva essere equipaggiato con una corazzatura spessa 50 mm su fronte, lati e retro dello scafo a cui si sommavano anteriormente piastre blindate da 60 mm, inclinate di 60° rispetto al piano verticale sulla parte superiore e di 45° sulla parte inferiore. Dovevano essere utilizzate le ruote motrici del Panzer III con l'aggiunta di alberi di presa di moto rinforzati, cingoli da 540 mm di larghezza e sei ruote da 660 mm di diametro per lato sostenute da molle a balestra. La torretta doveva essere una variante di quella del Panzer IV Ausf. J che usava cavi elettrici flessibili in luogo dei contatti elettrici a cerniera, posti alla base del cesto della camera di combattimento. L'angolo di rotazione della torretta era perciò limitato a 270° verso destra o verso sinistra.
La messa in produzione del carro era stata programmata per il giugno 1944 presso la Krupp-Grusonwerk, ma il 12 luglio dello stesso anno il progetto fu cancellato poiché non corrispondeva alle nuove richieste in fatto di protezione e armamento, determinate dall'esperienza maturata sul fronte orientale negli scontri con i carri sovietici.